# Fläckticka
Fläckticka (Skeletocutis nivea) är en svampart som först beskrevs av Franz Wilhelm Junghuhn, och fick sitt nu gällande namn av Jean Keller 1979. Fläckticka ingår i släktet Skeletocutis och familjen Polyporaceae.  Arten är reproducerande i Sverige. Inga underarter finns listade i Catalogue of Life.

## Bildgalleri

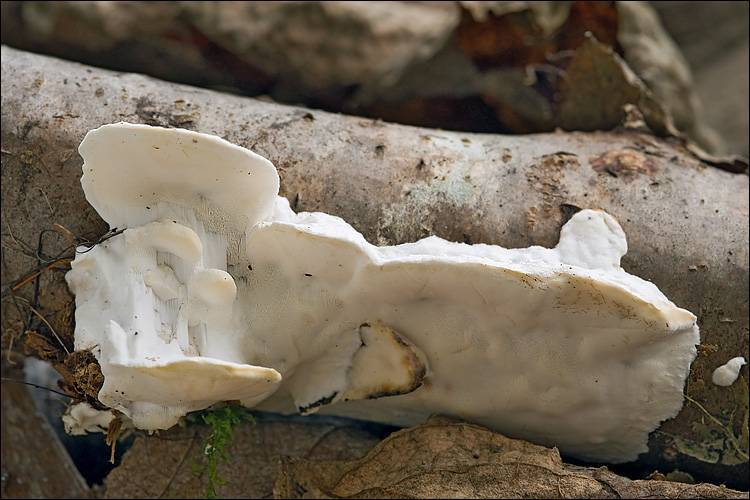
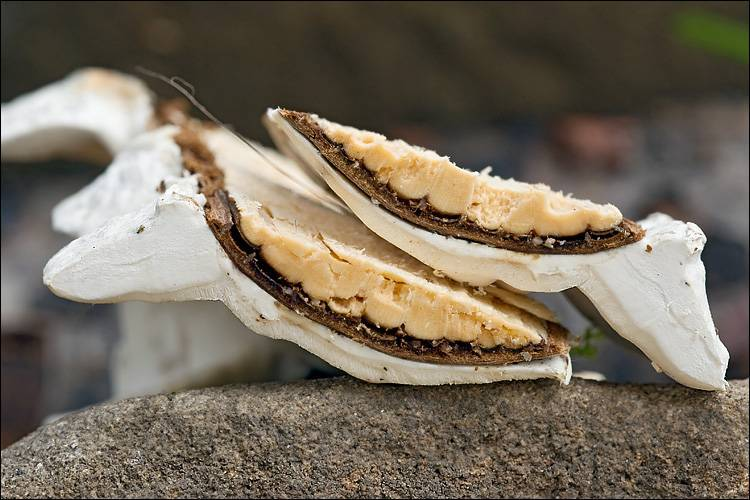
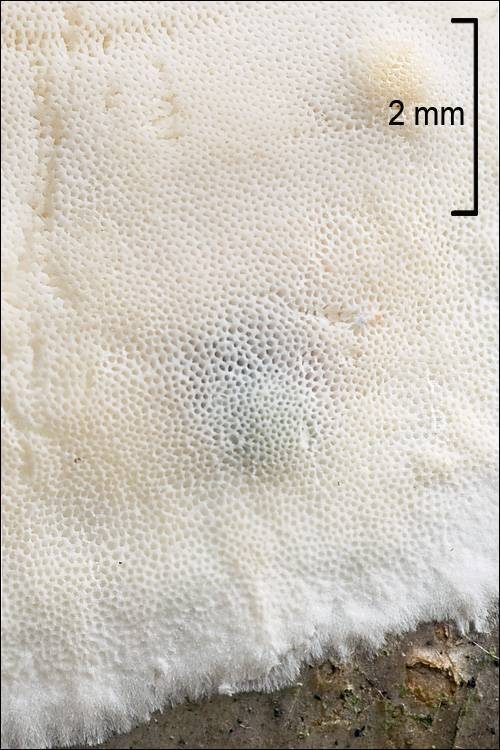
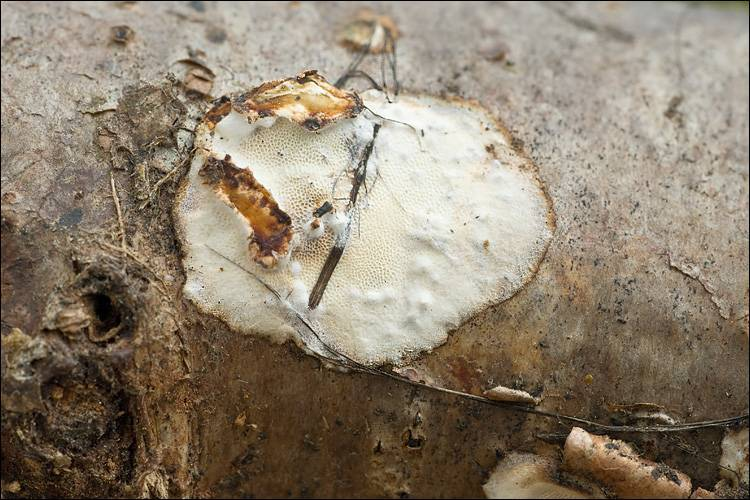
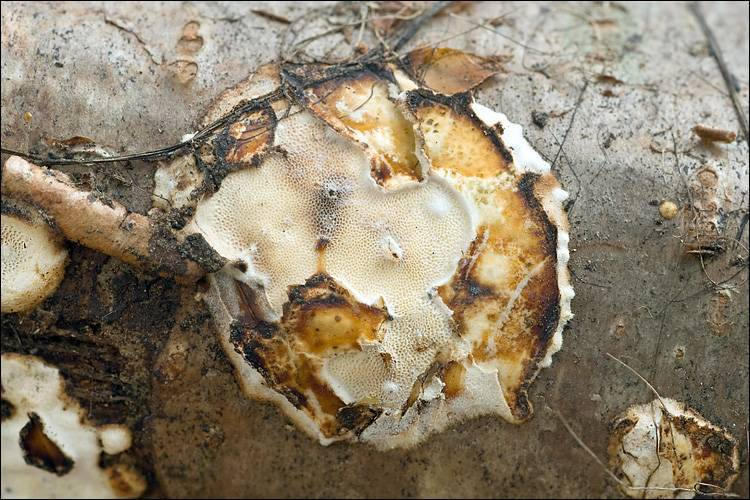